# Sprängolyckan vid Tuggenområdet 1902
Sprängolyckan vid Tuggenområdet 1902 var en olycka som inträffade den 24 februari 1902 i Karlskoga (på Bofors gamla skjutbana), som skördade fem dödsoffer, däribland överingenjör Arent Silfversparre.
Olyckan inträffade under en provskjutning av Bofors, med en ändrad 15 cm-kanon, råkade ett skott gå av, vilket resulterade i att tre personer ögonblickligen dödades, tre män mellan 26 och 32 års ålder, och fem sårades, bland dem Arent Silversparre, som avled av sina skador två dagar efter.